# Го Вэньли
Го Вэньли́ (кит. упр. 郭文利, пиньинь Guō Wénlì; род. 2 марта 1989) — китайский кёрлингист.
В составе мужской сборной Китая участник чемпионата мира 2011 (заняли девятое место), в составе смешанной сборной Китая участник чемпионата мира 2015 (выиграли бронзовые медали), в составе смешанной парной сборной Китая участник чемпионата мира 2014 (заняли одиннадцатое место).

## Достижения
- Чемпионат мира по кёрлингу среди смешанных команд: бронза (2015).
- Тихоокеанско-Азиатский чемпионат по кёрлингу среди юниоров: золото (2010).

## Команды
| Сезон                                               | Четвёртый  | Третий        | Второй     | Первый      | Запасной  | Тренер           | Турниры                        |
| --------------------------------------------------- | ---------- | ------------- | ---------- | ----------- | --------- | ---------------- | ------------------------------ |
| 2009—10                                             | Цзи Яньсун | Huang Jihui   | Ба Дэсинь  | Го Вэньли   | Han Yujun | Ma Yongjun (ЧМЮ) | ТАЧЮ 2010 · ЧМЮ 2010 (4 место) |
| 2010—11                                             | Чэнь Луань | Ли Гуансюй    | Цзи Яньсун | Го Вэньли   | Ба Дэсинь | Ли Хунчэнь       | ЧМ 2011 (9 место)              |
| Кёрлинг среди смешанных команд (mixed curling)      |            |               |            |             |           |                  |                                |
| 2015—16                                             | Цзи Яньсун | Zheng Chunmei | Го Вэньли  | Gao Xuesong |           | Ван Фэнчунь      | ЧМСК 2015                      |
| Кёрлинг среди смешанных пар (mixed doubles curling) |            |               |            |             |           |                  |                                |
| 2013—14                                             | Лю Сыцзя   | Го Вэньли     |            |             |           | Ван Фэнчунь      | ЧМСП 2014 (11 место)           |

(скипы выделены полужирным шрифтом)